# Ignazio Florio Jr.
Ignazio Florio Junior  (né à Palerme en septembre 1869 - mort à Palerme le 19 septembre 1957) est un entrepreneur et armateur sicilien, l'un des plus riches héritiers d'Italie, membre de la famille Florio, l'une des deux grandes familles industrielles de Palerme.
Actionnaire principal de la Navigazione Generale Italiana (NGI), l'une des plus grosses entreprises maritimes européennes, il soutint les cours de celle-ci via des fraudes commises sur le dos de la Banco di Sicilia avec le soutien de son gouverneur. Sa fortune, cependant, s'effrita, et en 1908 il fut contraint de vendre sa participation à la NGI, marquant le début d'une ruine complète.
Marié à la baronne Francesca Paola Jacona della Motta, il avait été invité en 1901 aux funérailles de la reine Victoria et c'était l'une des personnalités les plus en vue de la Belle Époque.
Ayant comme domestiques deux importants chefs de la mafia sicilienne, il protégea ces derniers lors du maxi-procès de 1901, et soutint également le politicien véreux Raffaele Palizzolo. 

## La fortune

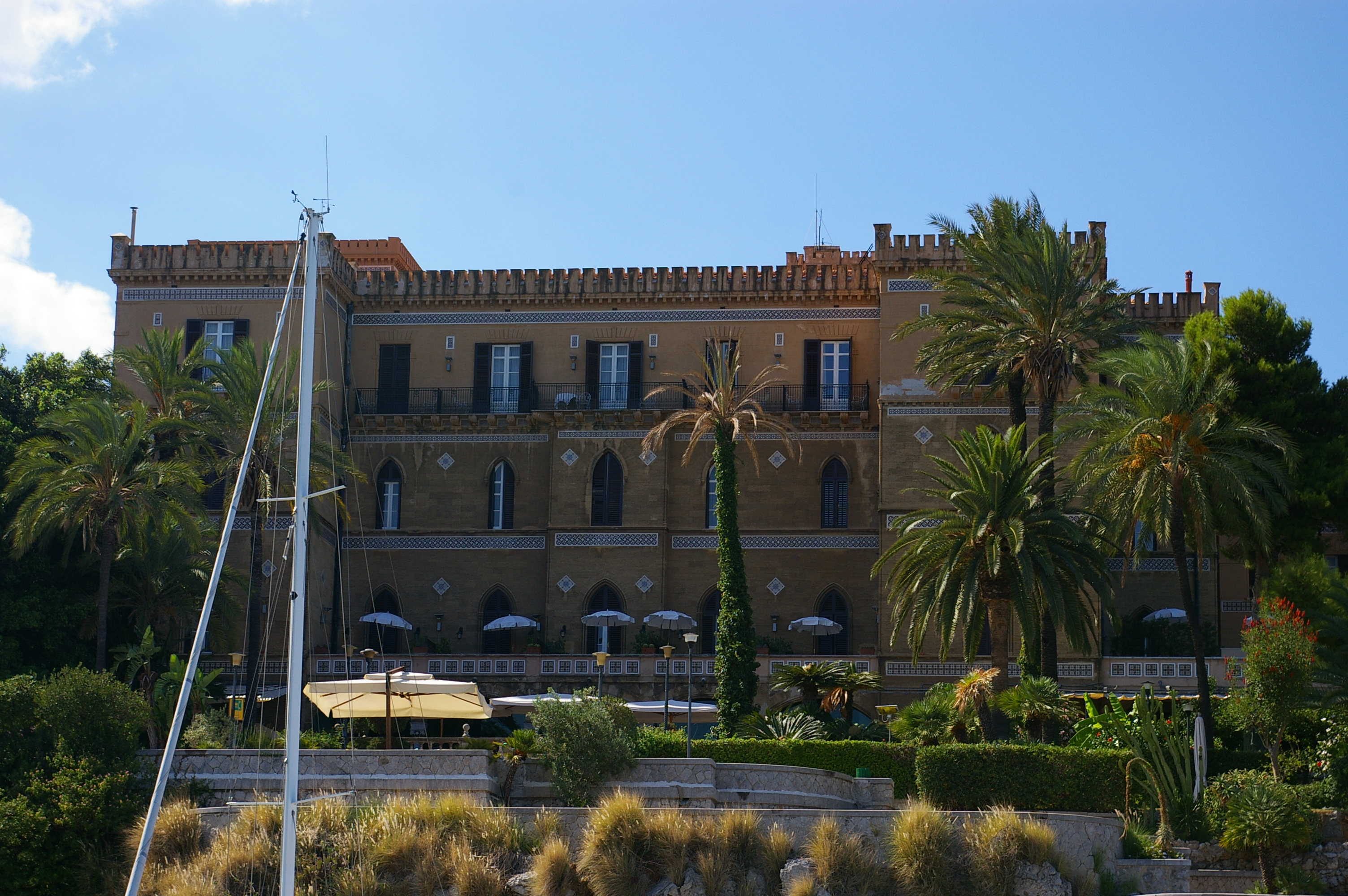
La Villa Igiea, l'une des nombreuses propriétés d'Ignazio Florio, aujourd'hui hôtel cinq étoiles de Palerme.

Son père, Ignazio Florio (1838-1891), était sénateur, héritier d'une dynastie fondée par le père et l'oncle de Vincenzo Florio au début du XIXe siècle. Avec le Génois Raffaele Rubattino, il était à l'origine de la fondation, en 1881, de la Navigazione Generale Italiana, qui en 1932 fusionnera pour créer l'ancêtre de l'Italian Line. Sa mère était la baronne Giovanna d'Ondes Trigona (1843-1917), de la famille Caracciolo di Castagneto, descendants de l'amiral Francesco Caracciolo. Son cadet, Vincenzo, est à l'origine de la course automobile Targa Florio.
À 20 ans, Ignazio Florio Jr. avait fait le tour de l'Europe, apprenant diverses langues. Il s'était fait tatouer une femme japonaise sur son bras et s'habillait presque exclusivement à Londres (cravates de Moulengham, chapeaux de Locke & Tuss, costumes de Meyer & Mortimer...).
Deux ans plus tard, il hérite d'une fortune immense, fondée sur la banque, la fonderie Oretea, les pêcherie de thon (Tonnara Florio (it)), le soufre, les Cantine Florio (it), productrices du vin de liqueur Marsala,  la Céramique Florio, et surtout la Navigazione Generale Italiana, l'une des plus grosses flottes commerciales européennes. Néanmoins, cette fortune était déjà en cours de déclin, Gênes, Turin et Milan étant appelés à remplacer Palerme.
Le patrimoine d'environ 100 millions de lires de son père est partagé entre lui, au deux tiers, et son frère Vincenzo, pour un tiers. Il hérite de l'Olivuzza et prend la direction de toutes les affaires familiales.
La disparition prématurée de son père le propulse à la tête de l'empire familial avant qu'il n'ait pu acquérir l'expérience nécessaire. Malgré cela, il parvient à maintenir le monopole de la NGI sur les lignes subventionnées jusqu'en 1908. Toutefois, la faillite du Credito Mobiliare (it), dont il administrateur et qui a ouvert un bureau dans les locaux de la Banco Florio, le fragilise considérablement : la NGI perd 5 millions et voit sa valeur chuter de 15 % alors qu'il se sent moralement contraint de rembourser les déposants pour préserver la réputation de sa maison. Bien que régulièrement attaquée, la Ngi est bénéficiaire et reprend plusieurs concurrents. Au delà de l'activité maritime, la société a investi dans des banques et des actions. D'autre part, les actions des frères Florio sont de plus en plus impliquées dans des opérations de report avec la Banca Commerciale, ce qui démontre les difficultés financières croissantes de la famille. Les 3 500 actions pour un peu plus d'un million de lires engagées dans le report avec Comit en 1898, étaient devenues 16 000 pour 5,5 millions en 1902 et, en 1906, jusqu'à 23 425 pour près de 10 millions. La vente en 1905 des actions de Cantiere Navale n'avait pas servi à grand-chose et, en 1908, la totalité des actions de Ngi détenues par Florio se trouvait entre les mains de la Banca Commerciale, qui les vendit à La Veloce et à Italia, deux sociétés satellites de Ngi. Après cinquante ans, les Florios étaient définitivement sortis de la compagnie maritime fondée par leur grand-père Vincenzo ! 
Il épouse en 1893 la baronne Franca Jacona Notarbartolo di San Giuliano, surnommée par le Kaiser Guillaume II « l'étoile d'Italie ». Le couple étant l'un des plus en vue de la société mondaine de la Belle Époque. En 1901, la famille Florio est invitée aux funérailles de la reine Victoria.
En 1896, il participe à la création de l'Anglo Sicilian Sulphur Company, spécialisée dans la commercialisation du soufre sicilien, bien que ses dividendes y restent modestes. Il fonde en 1897 la Società dei Cantieri Navali, Bacini e Stabilimenti Meccanici Siciliani, dont il détient les deux tiers du capital, tandis que la Banca Commerciale en possède 20 %. Le chantier naval n'ouvre qu'en 1903, alors qu'entretemps les subventions gouvernementales en faveur de la construction de navires marchands ont baissé. En 1905, confronté aux difficultés de l'entreprise et à ses propres besoins de liquidités, Florio cède ses parts à l'industriel génois Attilio Odero.
Pour assumer leur rôle social, les Florios sont de grands mécènes de la vie palermitaine. Avec sa sœur Giulia Florio (it), épouse de Pietro Lanza di Trabia, il s'engageait dans des activités philanthropiques, par exemple à l'égard des habitants sinistrés de Messine après le tremblement de terre de 1908.
Il dirige le Teatro Massimo jusqu'en 1919, puis de nouveau dans les années 1923-1926.

## La politique
Alors que son grand-père et son père sont nommés sénateurs, Ignazio junior n’exerce pas de mandat politique national. Pour autant il n'est pas étranger à la scène politique, notamment en Sicile où il assume une action directe face aux changements politiques que traduit le déclin de ses alliés Crispi et Rudinì, alors que sa famille s'est jusqu'alors contentée de soutiens extérieurs.
Il soutient la carrière politique de son beau-frère, le prince Pietro Lanza di Trabia pour revitaliser le courant modéré en Sicile contre l'influence de la gauche. Alors que Francesco Crispi est l'avocat et un soutien politique historique de la famille Florio, Ignazio Jr. met au profit la grande influence qu'il a dans le collège de Molo (Palerme IV).
Face au déclin politique des palermitains Crispi et Rudini, Ignazio Florio Jr. et l'aristocratie agraire s'allient dans l'opposition au sein d'un parti agraire sicilien qui défend les intérêts des grands propriétaires terriens et gros industriels du Mezziogiorno, par la modernisation de l'agriculture et de la flotte de pêche hauturière, ainsi que la relance de l'industrie minière du soufre, afin de justifier l'importance du maintien de la flotte marchande largement subventionnée qu'est la Navigazione Generale Italiana.
Il porte dans ce sens le « Projet Sicile » qui doit relancer l'économie sicilienne en alliant les capacités agricoles et les ressources industrielle à travers la création d'un consortium agricole en 1899 qu'il préside et qui doit négocier avec l’État les investissements structurels nécessaires comme l'amélioration des voies de communication et de transport. En réponse au blocage par le gouvernement Pelloux du développement du chantier naval de Palerme en avril 1900, il crée un journal antigouvernentale et méridionaliste, l'Ora, soutient les candidats de l'opposition constitutionnelle et socialiste lors des élections de juin 1900. Puis, à son initiative, les libéraux s'unissent dans un même groupe, appelé « monarchiste libéral » lors des élections municipales de septembre 1900 à Palerme, alors que l'assassinat du roi Humbert Ier exacerbe les divisions entre gauche libérale et socialistes. La liste obtient la totalité des 80 sièges sur 80, ce que Napoleone Colajanni, qui cesse alors de collaborer à l'Ora, analyse comme une revanche de la mafia. Florio se rapproche également de Sidney Sonnino pour son opposition à Giovanni Giolitti. Ce mouvement, duquel naît aussi le pacte de Palerme porté par le maire Paolo Beccadelli di Bologna qui promeut également la réunion des propriétaires terriens en 1901 au Teatro Politeama, et l'Exposition agricole sicilienne de 1902, est porté par la force médiatique et la richesse de Florio qui convainc aussi des socialistes et radicaux, jusqu'à agréger 20 000 membres mais ne résiste pas au retrait des propriétaires terriens quand ils obtiennent des politiques protectionnistes nationales, et au climat de tension qui suit l'assassinat d'Humbert Ier.  
Les socialistes l'attaquent durement dans La Battiglia de Giuseppe Tasca Lanza, pour avoir initié l'alliance monarchiste-libérale et Vincenzo Morello contre-attaque dans l'Ora. La Battaglia qualifie d'« insurrection ordonnée par les capitalistes » et de  "révolution marquée par Florio » la première grande grève palermitaine qui met dans la rue durant 10 jours en mars 1901, à l'initiative des sociétés de secours mutuels contrôlées par l'entrepreneur, les 2 357 ouvriers du chantier naval, de la cale de halage et de la fonderie Oretea afin de mettre la pression sur le gouvernement Zanardelli-Giolitti face aux difficultés de l'industrie locale. 
Ayant perdu l'appui de Colajanni et de parlementaires palermitains qui décident de soutenir Giolitti, Florio ne parvient plus à influencer les forces politiques nationales, comme quand L'Ora propose après les élections de 1904 la création d'un Fascio parlementaire sicilien que rejette les socialistes. Mais il intervient toujours dans les affaires municipales en faveur des démocrates puis des socialistes, en fonction de ses intérêts propres, finançant comme Filippo Pecoraino, propriétaire du plus gros moulin de la ville, chaque élection. Après avoir rompu avec la gauche historique de Giolitti, coupable de lui avoir refusé des commandes aux Chantiers navals de Palerme et le renouvellement des marchés de liaisons maritimes, Florio s'allie en effet à la droite de Sidney Sonnino, puis aux socialistes locaux pour qu'ils mobilisent les ouvriers contre les décisions gouvernementales. 
Florio reste d'abord à l'écart des élections administratives de 1909 en espérant complaire au gouvernement durant ses négociations avec la Banque d'Italie, puis monte une liste nommée « Bloc populaire » avec Tasca et Drago incluant des socialistes, des radicaux, des syndicalistes, mais aussi des conservateurs comme le comte Trigona, des propriétaires terriens comme le marquis Bellaroto, des démocrates comme Marinuzzi, des industriels comme Vittorio Ducrot et Vittorio Zaban. Trigona est élu maire, offrant à Florio un moyen de pression sur le gouvernement italien pour défendre ses intérêts, notamment contre le projet Schanzer sur les conventions maritimes, mais qui accroît la crise financière et politique de la ville. Lorsque Trigona est abandonné par son groupe, Florio tente de le remplacer par Alessandro Tasca. L'assemblée municipale est dissoute et Florio tente de reconstituer le Bloc populaire avec les socialistes, monarchistes et démocrates, mais le peuple de gauche préfère l'abstention et les radicaux n'obtiennent que 5 sièges.

## La mafia

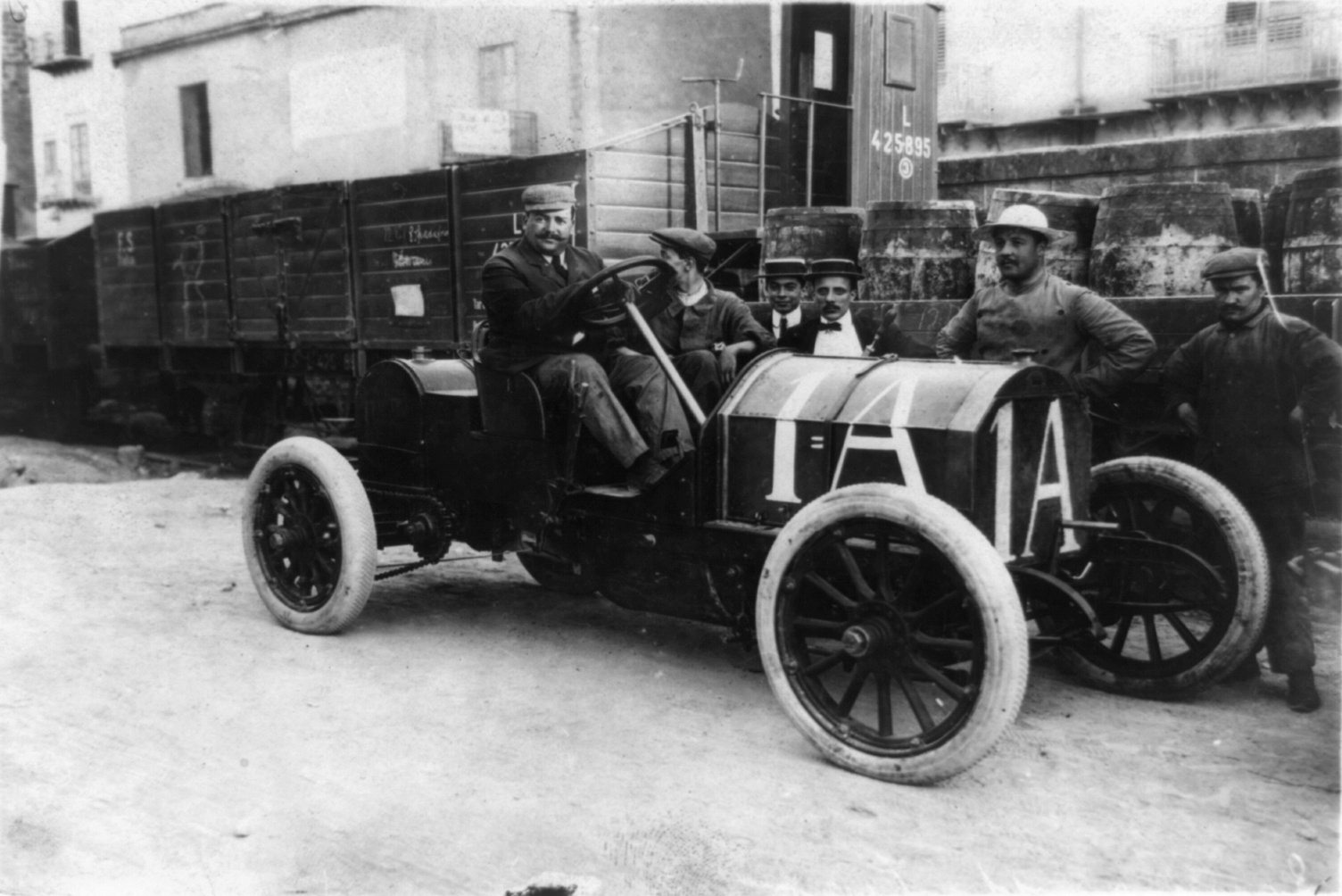
Fiat 50 hp pilotée par Vincenzo Lancia lors de l'édition 1908 du Targa Florio, lancé par le frère cadet d'Ignazio.

Espérant moderniser la Sicile, il fut à l'instigation de l'Exposition nationale de Palerme de 1891 qui devait donner de celle-là une image moderne et travailleuse, au moment où Palerme édifiait sa fortune sur l'exportation de citron, agrume fondamental pour la marine afin de lutter contre le scorbut, et de bergamote à destination du Royaume-Uni. Or, c'est précisément dans ce secteur que se construisit la mafia sicilienne.
Son jardinier, Francesco Noto, n'était autre que le chef de la cosca (en) d'Olivuzza (it) , et son responsable de la sécurité était le frère cadet de Noto, Pietro, sous-chef de la cosca . En 1897, la villa de Florio fut cambriolée : en fait, c'était les frères Noto, qui avaient auparavant ordonné l'enlèvement d'Audrey Whitaker, de l'autre grande famille de Palerme, qui étaient visés par des rivaux de la même cosca: deux cochers, Vincenzo Lo Porto et Giuseppe Caruso, qui souhaitaient humilier leurs chefs, étant mécontents du partage du butin de la rançon de la petite Whitaker. Les frères Noto contraignirent ces derniers à restituer les objets volés, leur promirent une plus grosse part du butin puis les firent assassiner le 24 octobre 1897 et jeter au fond d'un puits. Ces événements furent répertoriés dans le rapport Sangiorgi (it) du préfet de police de Palerme.
Florio empruntait aussi illégalement de l'argent à la Banque de Sicile pour soutenir les cours de la NGI, avec l'accord du directeur de la banque, Giulio Benso della Verdura. En 1900, il soutint, avec sa mère, la campagne électorale de Raffaele Palizzolo, inculpé à Milan pour le meurtre du marquis Emanuele Notarbartolo, prédécesseur du gouverneur de la Banque de Sicile avec qui Florio traitait. Palizzolo ne réussit cependant pas à se faire élire, n'obtenant pas l'immunité parlementaire. Condamné en première instance, il réussit à se faire acquitter en 1904 lors d'un second procès à Florence, pour manque de preuves, après que le jugement ait été cassé pour un vice de procédure marginal (un témoin ayant « oublié » de prêter serment lors d'une nouvelle déposition).
Ignazio Florio a soutenu aussi le parrain Antonino Giammona, ainsi que d'autres mafieux, en particulier grâce à son journal, L'Ora. Lors du maxi-procès de 1901, dans lequel étaient inculpé le fils de Giammona et des dizaines d'autres présumés mafieux, il ne daigna pas se déplacer pour témoigner, niant simplement par écrit avoir discuté avec son jardinier le jour du cambriolage, tandis que l'un de ses domestiques se portait garant de l'honnêteté des frères Noto.

## La ruine
Au tournant du XXe siècle, alors que l'État italien entamait une convention avec la NGI, la société de navigation des Florio, concentrant ses activités à Gênes, Ignazio Florio se ruina en tentant de moderniser et d'agrandir le chantier naval de Palerme. La Banca Commerciale Italiana, créancière de la NGI, finit par absorber celle-ci, les Florio étant contraints de vendre, en 1908, leurs 32 000 actions pour une valeur de 12 800 000 lires, la Banca Commerciale, qui les vendit à La Veloce et à Italia, deux filiales de NGI. 
Les deux entreprises qu'il fonde en 1899, la Società Meridionale dei Trasporti Marittimi à Naples et une raffinerie de sucre de betterave à Balestrate, périclitent rapidement. Face à la crise du marché du vin, les Florio créent en 1904 la Savi (Società Anonima Vinicola Italiana) afin de masquer la cession de l'entreprise aux banques. La société Ceramica fonctionne à perte et le soufre sicilien est en crise.
Progressivement toutes les activités de la famille Florio, comme la tonnara de Favignana, cessèrent, furent hypothéquées et rachetées par la Banca Commerciale.
La chute de l'empire Florio semble principalement due aux choix de son dirigeant, et son incapacité à réduire son fastueux train de vie comme celui de sa femme. Face à une économie italienne qui se concentre, marginalisant la Sicile, Florio maintient une vie aristocratique, voire féodale, que entrepreneuriale et bourgeoise. Même après la cession de Ngi, les Florios maintenaient leurs somptueuses réceptions et leurs coûteux séjours sur la Côte d'Azur, à Paris, en Suisse, à Ostende, à Vienne ou au Grand Hôtel de Rome.
Florio tenta de se remettre, en investissant dans la banane aux îles Canaries et en essayant de relancer, en 1925, une flotte commerciale, mais son capital fut de nouveau racheté par la Banque. Malgré l'aide du président du Conseil Giolitti, ces tentatives échouèrent toutes.

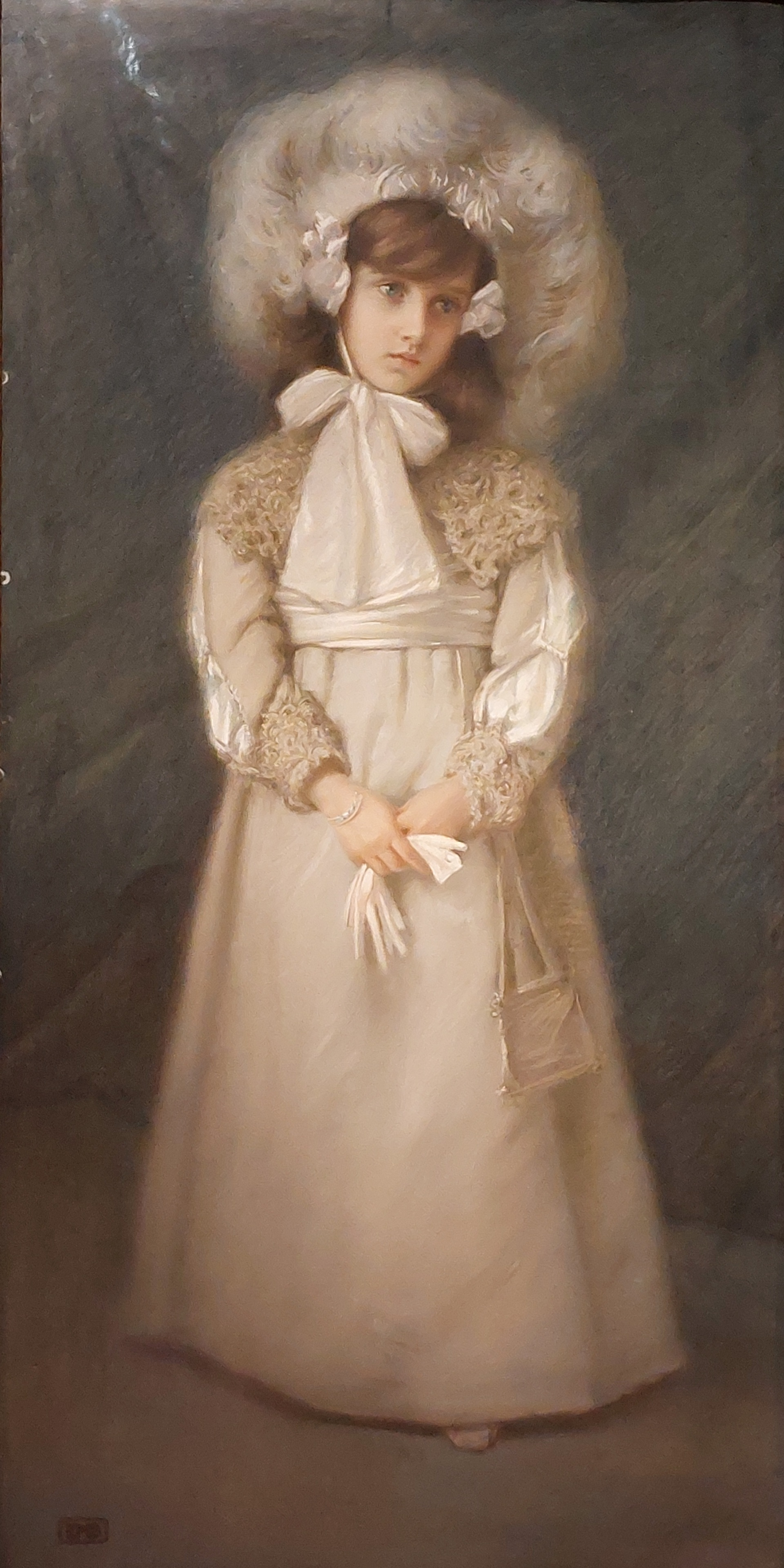
Portrait de Giovanna Florio (1903) par Ettore De Maria Bergler.

A la ruine s'ajouta le deuil. Son héritier mâle, surnommé Baby-Boy, mourut à huit ans; sa fille aînée, Giovanna, à neuf ans. Sa femme, donna Franca, vendit tous ses bijoux, tandis que tous les biens de la famille, mobiliers et immobiliers, étaient hypothéqués afin de tenter de rembourser les dettes. La dernière année de sa vie fut marquée par son apathie totale, la surdité et une solitude complète à l'exception de la présence de sa femme. Après la mort de cette dernière, il retourne à Palerme où il meurt le 19 septembre 1957.